# Doryteuthis
Doryteuthis Naef, 1912 è un genere di calamari che si trova nelle acque dell'Atlantico occidentale e del Pacifico orientale, lungo le coste delle Americhe. Le varie specie rappresentano i calamari costieri più comuni nelle acque americane. Alcune di queste specie sono di grande importanza per la pesca commerciale.
In Doryteuthis, le clave tentacolari sono espanse e dotate di ventose disposte in 4 serie. L'ectocotile è situato sul quarto braccio ventrale sinistro (IV) e presenta ventose non modificate vicino alla base, senza una cresta ventrale. Le ventose ridotte, su peduncoli allungati, formano papille nella serie dorsale o in entrambe le serie, dorsale e ventrale. Le pinne sono posizionate in una posizione posteriore. Lo spermatoforo ha un corpo cementizio corto, e queste specie non possiedono fotofori.

## Specie
Attualmente, il genere Doryteuthis comprende otto specie riconosciute:
- Doryteuthis gahi (A. d'Orbigny, 1835)
- Doryteuthis ocula (Cohen, 1976)
- Doryteuthis opalescens (S. S. Berry, 1911)
- Doryteuthis pealeii (Lesueur, 1821)
- Doryteuthis pleii (Blainville, 1823)
- Doryteuthis roperi (Cohen, 1976)
- Doryteuthis sanpaulensis (Brakoniecki, 1984)
- Doryteuthis surinamensis (G. L. Voss, 1974)